# Bihoreau malais
Gorsachius melanolophus
Espèce
Statut de conservation UICN

 LC  : Préoccupation mineure
Le Bihoreau malais (Gorsachius melanolophus) est une espèce d'oiseaux de la famille des ardéidés qui se retrouve dans le sud de l’Asie.

## Distribution

zone de nidification
résident permanent
non nicheur

Ce bihoreau niche en Inde, au Népal, en Thaïlande, au Laos, au Cambodge, au Viêt Nam, dans le sud de la Chine, à Taïwan, aux Philippines et dans les îles Ryūkyū. Il réside en permanence dans l’ouest de l’Inde, en Thaïlande, au Laos, au Cambodge, au Viêt Nam, dans le sud de la Chine, aux Philippines, à Taïwan et aux îles Ryūkyū. Il est seulement hivernant au Sri Lanka, en Malaisie, en Indonésie et dans le sud de la Birmanie.

## Habitat
Le Bihoreau malais fréquente principalement les forêts subtropicales pluvieuses, mais il s’observe aussi dans les zones agricoles et près des habitations humaines.

## Nidification

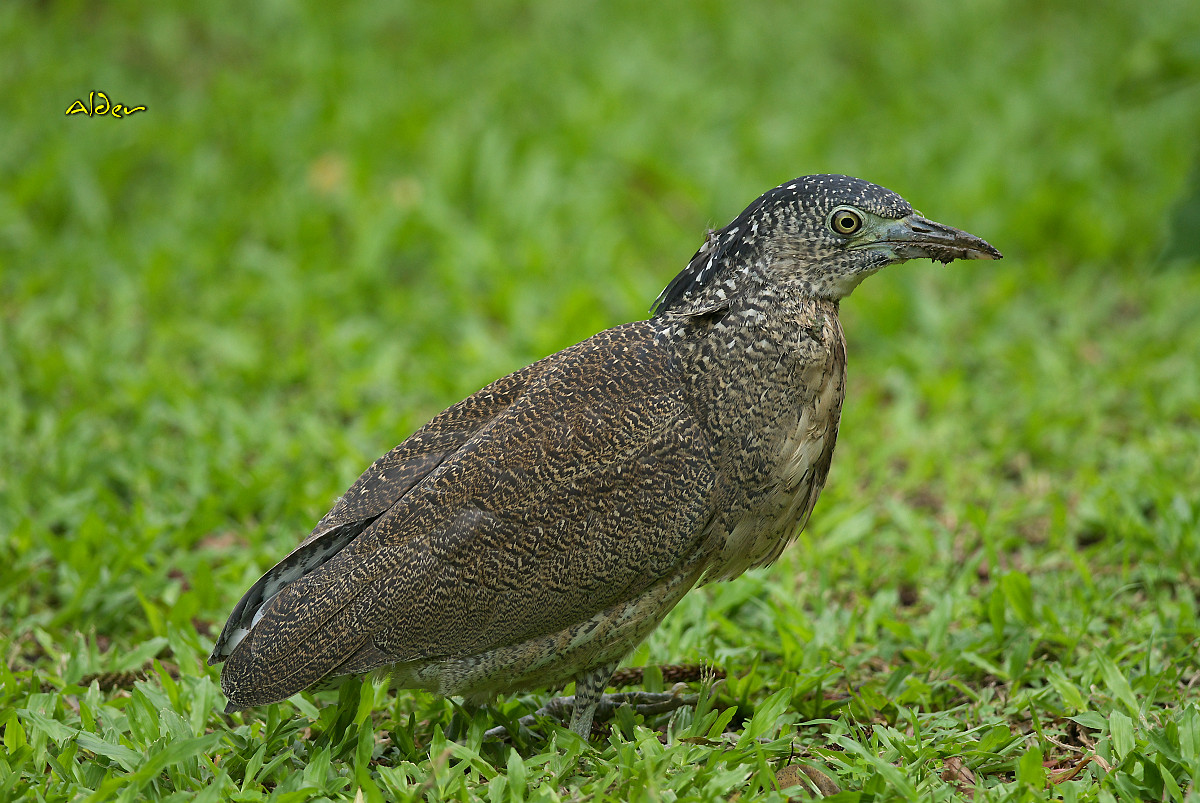
Jeune spécimen.

Il niche en solitaire ou en colonie. En colonie, il peut nicher avec des membres de la même espèce ou avec d’autres espèces de héron. Le nid est une petite plate-forme de bâtonnets fragilement assemblés placée dans la fourche d’un arbre entre 5 et 10 mètres de haut. Les œufs sont au nombre de 3 à 5.

## Systématique
Le nom valide complet (avec auteur) de ce taxon est Gorsachius melanolophus (Raffles, 1822). L'espèce a été initialement classée dans le genre Ardea sous le protonyme Ardea melanolophus Raffles, 1822.
Gorsachius melanolophus a pour synonymes :
- Ardea melanolophus Raffles, 1822
- Gorsachius melanophus subsp. melanophus
- Nycticorax melanolophus (Raffles, 1822)